# Чёрные синицы
Чёрные синицы (лат. Melaniparus) — род птиц из семейства синицевых. Представителей рода ранее относили к роду Parus, но были перенесены в род Melaniparus, когда Parus был разделен на несколько возрожденных родов после публикации подробного молекулярно-филогенетического анализа в 2013 году. Все представители рода распространены в Африке.
Название рода Melaniparus происходит от др.-греч. μελας — «чёрный» и научного названия рода синиц (Parus).

## Виды
В состав рода включают 15 видов:
| Изображение | Научное название           | Русское название            | Распространение |
| ----------- | -------------------------- | --------------------------- | --- |
|             | Melaniparus guineensis     |                             | Африка от Сенегала на западе до Кении и Эфиопии на востоке |
|             | Melaniparus leucomelas     | Траурная синица             | центральная Африка, от Анголы на западе до Эфиопии на востоке |
|             | Melaniparus niger          | Графитовая синица           | от Анголы до Восточно-Капской провинции, Южная Африка |
|             | Melaniparus carpi          | Синица Карпова              | Ангола и Намибия |
|             | Melaniparus albiventris    | Капюшонная синица           | Камерун, Кения, Нигерия, Южный Судан, Танзания и Уганда |
|             | Melaniparus leuconotus     | Белоспинная синица          | Эритрея и Эфиопия |
|             | Melaniparus funereus       | Тёмная синица               | Ангола, Камерун, Центральноафриканская Республика, Республика Конго, Демократическая Республика Конго, Кот-д'Ивуар, Габон, Гана, Гвинея, Кения, Либерия, Руанда, Сьерра-Леоне, Южный Судан и Уганда |
|             | Melaniparus rufiventris    | Рыжебрюхая синица           | Республика Конго, Демократическая Республика Конго, Ангола, Замбия, Намибия и Ботсвана |
|             | Melaniparus pallidiventris |                             | Танзания, Малави, Мозамбик и Зимбабве |
|             | Melaniparus fringillinus   | Красногорлая синица         | Кения и Танзания |
|             | Melaniparus fasciiventer   | Полосатогрудая синица       | Бурунди, Демократическая Республика Конго, Руанда и Уганда |
|             | Melaniparus thruppi        | Сомалийская синица          | от Эфиопии и Сомали до северо-востока Танзании |
|             | Melaniparus griseiventris  | Серобрюхая гаичка           | Ангола, Демократическая Республика Конго, Малави, Мозамбик, Танзания, Замбия и Зимбабве |
|             | Melaniparus cinerascens    |                             | Ангола, Ботсвана, Намибия, Южная Африка и Зимбабве |
|             | Melaniparus afer           | Восточно-африканская синица | Лесото и Южная Африка |